# Fabiana García Lago
Fabiana Soledad García Lago (Buenos Aires; 23 de noviembre de 1974) es una actriz argentina.
Es hija del actor Juan Carlos Galván y sobrina de la actriz Virginia Lago. 
Cursó el profesorado de Artes en Teatro en la Universidad Nacional de las Artes, y tiene una larga trayectoria en diferentes disciplinas del Arte Dramático. Fue premiada y nominada varias veces por diferentes trabajos en cine, teatro y televisión.
Entre sus últimos trabajos en teatro se encuentran: La Verdad, Le Prénom, Ser Ellas y La señora Klein; en cine: Soledad: Amor y Anarquía, Instrucciones para la Poligamia, y Resentimental; mientras que en televisión formó parte de la miniserie española Arde Madrid, con dirección de Paco León, por la que fue nominada a Mejor Actriz de reparto en los Premios Feroz- Bilbao 2019.

## Formación
Estudió con Cristina Rota, tres años en Madrid; con Agustín Alezzo durante ocho años, en Buenos Aires. Cursó seminarios con, Gabriel Chame Buendia, Raquel Tzokolówikz, Pino Solanas, Javier Margullis, Marta Sánchez, Agustín Bellusi, entre otros.
Cursó el Profesorado de Artes en Teatro en el Instituto Universitario Nacional del Arte y trabajó en teatro bajo la dirección de Jaime Kogan, Omar Grasso, Javier Margullis, Rubens Correa, Osvaldo Bonet, Oscar Barney Finn, Alicia Zanca, Daniel Marcove, entre otros.

## Carrera
Formó parte del elenco de Las dos carátulas en Radio Nacional dirigido por Nora Massi. Se destacó en películas como: El buen destino (2005), Buenos Aires plateada (2000) y Flores amarillas en la ventana (1996), por la que obtuvo el premio Lauro sin Cortes como Revelación femenina y la nominación a los Premios Cóndor de Plata como Revelación femenina.
Trabajó en las telenovelas Padre Coraje donde interpretó a Irma Saldivar "La muda" en 2004 y Hombres de honor en 2005 donde interpretó a Amelia Bongiorno.  Por su actuación en Padre coraje ganó el premio Clarín en la categoría Revelación femenina y estuvo nominada a los Martín Fierro en la misma categoría. Además, el programa ganó el Martín Fierro de Oro. Por su actuación en Hombres de honor estuvo nominada en la categoría Actriz de reparto en drama.
También actuó en la obra de teatro Chicas católicas; y durante el 2006, actuó en la telecomedia Sos mi vida haciendo el personaje de Kimberly. También interpretó al personaje de Socorro Bernardi en la segunda temporada de la serie Patito Feo durante el 2008.
En 2018 participó en la miniserie de Movistar+ Arde Madrid interpretando a Isabelita Perón.

## Filmografía

### Televisión
- 1991: Grande, pá!
- 1994: Con alma de tango
- 1996: Por siempre mujercitas.
- 1998: Especiales de Alejandro Doria como Hija de Rosa
- 1998: La condena de Gabriel Doyle como Cieguita
- 2000: Luna salvaje como Roxana "Roxi" Barbut
- 2000: Vulnerables como Dominga
- 2001: Laberinto dirigido por Oscar Barney Finn como Ana Frank
- 2002: Tiempo Final como Juanita
- 2002: Máximo corazón como Enfermera
- 2003: Tres padres solteros como Isa
- 2004: Padre Coraje como Irma "La Muda" Saldivar de Jáuregui
- 2005: Algo habrán hecho por la historia argentina como María Guadalupe Cuenca
- 2005: Hombres de honor como Amelia Bongiorno
- 2006: Sos mi vida como Kimberly
- 2007: Mujeres de nadie como Hermana Giselle Campana
- 2008: Patito Feo como Socorro Bernardi
- 2009: Champs 12 como Toribia Maltinati
- 2010-2011: Malparida como Esmeralda Espósito
- 2011: Historias de la primera vez como Mónica
- 2013-2014: Solamente vos como Dalia.
- 2018: Arde Madrid como Isabel Perón, dirigida por Paco León y Anna Costa
- 2019: El mundo de Mateo (serie) como Mónica, dirección Mariano Hueter
- 2021: Victoria, psicóloga vengadora (Serie) como Sarah K., dirección Leonardo Damario

### Cine
- 1996: Flores amarillas en la ventana
- 2000: Buenos Aires plateada.
- 2005: El buen destino
- 2006: Las manos
- 2016: Resentimental
- 2017: Amor y Anarquia (Dir: Agustina Macri)
- 2018: Instrucciones para la poligamia ( Dir: Sebastián Sarquis)

### Teatro
- La Verdad  - Dir. Ciro Zorzoli - RGB Entertainment
- Ser Ellas - Dir. Adrián Blanco
- Le Prénom - Dir. Arturo Puig
- Mujeres tenían que ser - Dir. Erika Halvorsen
- La Señora Klein - Dir. Eva Halac
- Los 39 Escalones - Dir. Manuel Gonzales Gil
- Chicas católicas - Dir. Alicia Zanca
- El libro de Ruth - Santiago Doria
- Homenaje a Federico García Lorca - Dir. Osvaldo Bonet
- I Pagliacci - Oscar Barney Finn
- La Farolera - Virginia Lago
- El bar y la novia - Julio Ordano
- Los siete locos - Dir. Javier Margullis, Rubens Correa
- Brilla por ausencia - Omar Grasso
- Locos de verano - Daniel Marcove
- Mariana Pineda - Jaime Kogan
- Violeta viene a nacer - Dir. Javier Margullis, Rubens Correa

## Premios y nominaciones
| Año  | Premio                  | Categoría                  | Nominación                     | Resultado |
| ---- | ----------------------- | -------------------------- | ------------------------------ | --------- |
| 1996 | Premios Cóndor de Plata | Revelación                 | Flores amarillas en la ventana | Nominada  |
| 1996 | Premio Lauro sin Cortes | Revelación                 | Flores amarillas en la ventana | Ganadora  |
| 2004 | Premios Martín Fierro   | Actriz revelación          | Padre Coraje (telenovela)      | Nominada  |
| 2005 | Premios Clarín          | Revelación femenina        | Padre Coraje (telenovela)      | Ganadora  |
| 2005 | Premios Martín Fierro   | Actriz de reparto en drama | Hombres de honor               | Nominada  |
| 2016 | Premios Estrella de Mar | Actuación protagónica      | Le Prénom                      | Nominada  |
| 2019 | Premios Feroz           | Actriz de Reparto          | Arde Madrid                    | Nominada  |